# Drapeta caucasicus
Espèce
Drapeta caucasicus est une espèce d'araignées aranéomorphes de la famille des Liocranidae.

## Distribution
Cette espèce se rencontre en Géorgie et en Russie en Ciscaucasie.

## Description
Le mâle holotype mesure 7,1 mm et la femelle paratype 9,2 mm.

## Systématique et taxinomie
Cette espèce a été décrite par Seropian, Bulbulashvili et Krammer en 2024.

## Étymologie
Son nom d'espèce lui a été donné en référence au lieu de sa découverte, le Caucase.

## Publication originale
- Seropian, Bulbulashvili & Krammer, 2024 : « Notes on Liocranidae (Arachnida, Araneae, Dionycha) from Georgia with description of a new species. » Caucasiana, vol. 3, p. 171-181.